# Кати, Катулонду
Катулонду Кати (фр. Katulondi Kati; род. 19 октября 1999) — конголезский футболист, нападающий клуба «Хассания».

## Клубная карьера
Кати — воспитанник клубов «Дауфин Ноир» и «Мотема Пембе». 17 октября 2021 года в матче Кубка Конфедерации КАФ против руандийского «Кигали» он дебютировал за основной состав последних. В этом же поединке Катулонду забил свой первый гол за «Мотема Пембе». Летом 2022 года Кати перешёл в марокканский клуб «Хассания». 1 сентября в матче против «Ренессанс Беркан» он дебютировал в Ботола лиге. 17 сентября в поединке против «Танжера» Катулонди забил свой первый гол за «Хассанию».